# Eiji Shirai
Eiji Shirai (født 26. maj 1995) er en japansk fodboldspiller, som spiller for den japanske fodboldklub Mito HollyHock.